# Adam Szynkman
Adam Szynkman, ps. Słodki (ur. w lipcu 1885 w Jelonkach, zm. 1912 w Warszawie?) – polski robotnik-litograf żydowskiego pochodzenia, działacz Polskiej Partii Socjalistycznej i Organizacji Bojowej PPS.

## Życiorys
Urodził się w Jelonkach (wówczas) pod Warszawą jako syn administratora cegielni. Uczył się w szkole realnej Konopczyńskiego, a następnie zaczął pracować w fabryce reklam Hirszowicza przy ulicy Chłodnej w Warszawie, przyuczając się do zawodu litografa. 
W fabryce w 1903 nawiązał kontakt z działaczami SDKPiL. W trakcie spotkań robotników socjalistów Dzielnicy Powązki poznał działaczy Polskiej Partii Socjalistycznej. Na początku 1905 był już czynnym członkiem warszawskiej organizacji żydowskiej PPS. 
Wchodził w skład „piątki” bojowej, otrzymał wyszkolenie instruktorskie i stanął – jako instruktor – na czele „piątek” żydowskich Organizacji Bojowej PPS. Pod jego kierownictwem grupy te biorą udział w szeregu zamachów od końca 1905 do początku 1906. 
W maju 1906 siłami „piątki” żydowskiej Organizacji Bojowej PPS za zgodą szefa bojówki warszawskiej Tomasza Arciszewskiego, dokonał zamachu na podkomisarza Konstantinowa. W trakcie zamachu oprócz Konstantinowa, zginął jeden z bojowców, Baruch Szulman. 
Zagrożony aresztowaniem i chory na gruźlicę wyjechał do Stanów Zjednoczonych i zamieszkał w Nowym Jorku. Tam znalazł opiekę tzw. Poczty żydowskiej dla PPS w Ameryce. Był tam również leczony na gruźlicę. Niebawem wrócił do kraju. Jednak z powodu nasilenia się choroby, niezdolny do pracy zawodowej i partyjnej zmarł w 1912 w wieku 27 lat.